# Ingalill Söderman
Ingalill Söderman, även Ingalill Söderman-Mannheimer, född 13 april 1902 i Stockholm, död 8 augusti 1988 i Göteborg, var en svensk operettsångerska och skådespelare.

## Biografi
Söderman studerade vid Dramatens elevskola 1921-1923, därefter engagerades hon vid Svenska Teatern.
Hon startade karriären som operettsångerska på Oscarsteatern 1925. Hon engagerades en kortare period vid Hippodromteatern i Malmö varefter hon 1927 knöts till Stora Teatern, Göteborg, där hon blev kvar i 20 år. Hon fick därefter ett tioårskontrakt med Folkteatern i Göteborg, där hon var verksam som komediskådespelare. 
År 1944 spelade hon den kvinnliga huvudrollen i den romantiska operetten Djävulsryttaren av Emmerich Kálmán. Den sändes i Sveriges Radio och repriserades på juldagen 1980.
Hon turnerade i folkparkerna under 28 år och hade egna turnéer från 1948 och var då även verksam som turnéledare och regissör.
Hon var dotter till operasångarna Carl August Söderman och Erica Bergenson samt syster till operettsångerskan Greta Söderman. Hon var sedan 1927 gift med skådespelaren och operettsångaren Felix Grönfeld, från 1932 med musikhandlaren Bertil Mannheimer.

## Filmografi
- 1923 – Andersson, Pettersson och Lundström
- 1975 – Gyllene år (TV-serie)
- 1976 – Raskens (TV-serie)
- 1976 – De lyckligt lottade (TV-serie)

## Teater

### Roller (ej komplett)
| År   | Roll                 | Produktion                                                                                                | Regi                | Teater                     |
| ---- | -------------------- | --- | ------------------- | -------------------------- |
| 1923 |                      | En herre i frack (The Man in Dress Clothes) André Picard                                                  | Nils Johannisson    | Svenska teatern            |
| 1923 | Brobyprästens flicka | Gösta Berlings saga Selma Lagerlöf                                                                        | Gunnar Klintberg    | Svenska teatern, Stockholm |
| 1924 |                      | Charites porträtt Einar Christiansen                                                                      | Pauline Brunius     | Svenska teatern, Stockholm |
| 1925 |                      | Fröken X, Box 1742 (Wanted , a Husband) Cyril Harcourt                                                    | Rune Carlsten       | Djurgårdsteatern           |
| 1933 |                      | Madame Favart Jacques Offenbach                                                                           | Karl Kinch          | Stora Teatern              |
| 1934 | Denise de Flavigny   | Lilla helgonet (Mam'zelle Nitouche) Hervé, Henri Meilhac och Albert Millaud                               | Nils Johannisson    | Oscarsteatern              |
| 1934 | Hannerl Tschöll      | Jungfruburen (Das Dreimäderlhaus) Alfred Maria Willner, Heinz Reichert, Franz Schubert och Heinrich Berté | Nils Johannisson    | Oscarsteatern              |
| 1942 |                      | Blåjackor (Boys in Blue) Lajos Lajtai, André Barde och Lauri Wylie                                        | Leif Amble-Naess    | Stora Teatern              |
| 1942 |                      | Mazurka Joseph Beer, Fritz Löhner-Beda, Alfred Grünwald                                                   | Karl Kinch          | Skansens friluftsteater    |
| 1942 | Suson                | Ministeriet vacklar Bruno Engler, Fred Heller och Leonhard Märker                                         | Rudolf Wendbladh    | Helsingborgs stadsteater   |
| 1944 | Julie La Verne       | Teaterbåten (Show Boat) Jerome Kern och Oscar Hammerstein                                                 | Nils Johannisson    | Stora Teatern              |
| 1945 | O Mimosa San         | Geishan (The Geisha, a story of a tea house) Sidney Jones, Owen Hall och Harry Greenbank                  | Oscar Winge         | Malmö stadsteater          |
| 1947 | Katerina Petrova     | Polundra Vasilij Solovjov-Sedov                                                                           | Lars Egge           | Stora Teatern              |
| 1948 | Kiki                 | Kiki Hans Myller                                                                                          |                     | Hippodromen                |
| 1950 | Lady Jane            | Rose Marie Rudolf Friml, Herbert Stothart, Otto Harbach och Oscar Hammerstein                             | Sven Aage Larsen    | Oscarsteatern              |
| 1953 | Madame Jolivet       | Hennes man (Son mari) Paul Géraldy och Robert Spitzer                                                     | Palle Granditsky    | Nya Teatern                |
| 1965 | Judith Bliss         | Höfeber (Hay Fever) Noël Coward                                                                           | Kurt-Olof Sundström | Folkteatern, Göteborg      |